# Ibrahim Aziz
Ibrahim Aziz (ar. ابراهيم عزيز; ur. w 1959) – emiracki lekkoatleta (średniodystansowiec i sprinter), olimpijczyk.
Brał udział w Letnich Igrzyskach Olimpijskich 1984 w Los Angeles, gdzie uczestniczył w trzech konkurencjach. W eliminacyjnym biegu na 800 m uzyskał szósty wynik – 1:54,86. Wśród 69 biegaczy był to 58. wynik. Kwalifikacyjnego biegu na 1500 m nie ukończył. Ponadto startował w eliminacjach sztafety 4 × 400 metrów, jednak sztafeta z Półwyspu Arabskiego uzyskała najgorszy wynik spośród wszystkich ekip (3:19,90).
Rekordy życiowe: 800 m – 1:53,36 (1984), 1500 m – 4:03,39 (1984).